# Polarización política en Estados Unidos

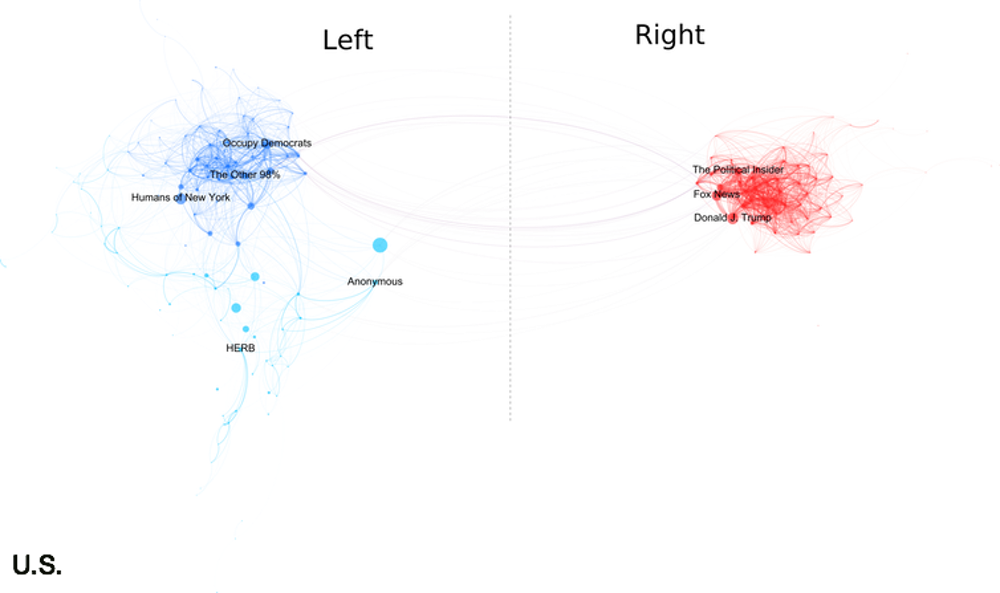
Un año después de la elección de Donald Trump como presidente de los Estados Unidos, los usuarios estadounidenses de Facebook de derecha e izquierda política casi no compartían intereses comunes.

La polarización política en los Estados Unidos es un componente destacado de la política de dicho país. Los académicos distinguen entre polarización ideológica (diferencias entre las posiciones políticas) y polarización afectiva (un disgusto y desconfianza hacia los grupos políticos ajenos), las cuales son evidentes en Estados Unidos. En las últimas décadas, el país ha experimentado un mayor aumento de la polarización ideológica y afectiva que democracias comparables.
Las diferencias en ideales políticos y objetivos políticos son indicativos de una democracia saludable. Las interrogantes académicas consideran los cambios en la magnitud de la polarización política a lo largo del tiempo, hasta qué punto la polarización es una característica de la política y la sociedad estadounidenses, y si ha habido un cambio desde centrarse en los triunfos hacia dominar a los percibidos como aborrecibles partidarios del partido contrario.
La polarización entre los legisladores estadounidenses es asimétrica, ya que ha sido impulsada principalmente por un giro hacia la derecha entre los republicanos en el Congreso. La polarización ha aumentado desde la década de 1970, con rápidos aumentos a partir de la década de 2000. Para 2014, el Pew Research Center publicó que los miembros de ambos partidos que tienen opiniones desfavorables del partido contrario se habían duplicado desde 1994, mientras que aquellos que tienen opiniones muy desfavorables del partido contrario se encuentran en niveles récord a partir de 2022.

## Definición

El porcentaje de personas que adoptaron entre 0 y 7 posiciones "demócratas" en 7 temas.

Según los profesores de psicología Gordon Heltzel y Kristin Laurin, la polarización política se produce cuando «subconjuntos de una población adoptan actitudes cada vez más diferentes hacia los partidos y sus miembros (es decir, polarización afectiva), así como hacia ideologías y políticas (polarización ideológica)». El Pew Research Center define la polarización política como «la enorme y creciente brecha entre liberales y conservadores, republicanos y demócratas».
La polarización se ha definido como un proceso y un estado en el que se puede estar. Un aspecto definitorio de la polarización, aunque no su única faceta, es una distribución bimodal en torno a puntos de vista o filosofías en conflicto. En general, definir un umbral en el que una cuestión está «polarizada» es impreciso; sin embargo, detectar la tendencia de la polarización (creciente, decreciente o estable) es más sencillo.
Un concepto relacionado es el de homogeneidad partidaria, que describe las similitudes de los distritos electorales de dos funcionarios del mismo partido. También existe la polarización partidista, que se refiere a la brecha entre el electorado típico de un partido en comparación con el otro en un sistema bipartidista.

## Historia

### Gilded Age
La Edad Dorada de finales del siglo XIX (c. 1870 – 1900) se considera uno de los períodos más polarizados políticamente en la historia de Estados Unidos, con violencia política abierta y un discurso político altamente polarizado. Un evento clave durante esta era fue la elección de 1896, que según algunos estudiosos condujo a una era de gobierno unipartidista, creó «asientos seguros» para que los funcionarios electos construyeran carreras como políticos, aumentó la homogeneidad partidaria y la polarización partidaria. La polarización política en general se intensificó: los republicanos fortalecieron su control en las áreas industriales y los demócratas perdieron terreno en el norte y el alto Medio Oeste.

### Décadas de 1950 y 1960
Las décadas de 1950 y 1960 estuvieron marcadas por altos niveles de bipartidismo político, los resultados de un «consenso» en la política estadounidense posterior a la Segunda Guerra Mundial, así como por la diversidad ideológica dentro de cada uno de los dos partidos principales.

### 1990–presente
Los medios y las figuras políticas comenzaron a abrazar la narrativa de la polarización a principios de la década de 1990, siendo un ejemplo notable el discurso de Pat Buchanan en la Convención Nacional Republicana de 1992. En el discurso declaró una guerra cultural por el futuro del país. En 1994, el Partido Demócrata perdió el control de la Cámara de Representantes por primera vez en cuarenta años. El Congreso se volvió republicano por primera vez desde 1952. La narrativa de la polarización política se convirtió en un tema recurrente en las elecciones de 2000 y 2004. Después de que el presidente George W. Bush apenas ganara la reelección en 2004, el historiador inglés Simon Schama señaló que Estados Unidos no había estado tan polarizado desde la guerra civil estadounidense, y que un nombre más apropiado podría ser Estados Divididos de América.
De 1994 a 2014, la proporción de estadounidenses que expresaron opiniones «consistentemente liberales» o «consistentemente conservadoras» se duplicó del 10% al 21%. En 1994, el republicano promedio era más conservador que el 70% de los demócratas, en comparación con más conservador que el 94% de los demócratas en 2014. El demócrata promedio pasó de ser más liberal que el 64% de los republicanos a más liberal que el 92% de los republicanos durante la misma época. Por el contrario, las familias se están volviendo más homogéneas políticamente. En 2018, el 80% de los matrimonios tenían alineación conyugal en cuanto a afiliación partidista. El acuerdo entre padres e hijos fue del 75%. Ambos representan aumentos significativos con respecto a la homogeneidad familiar en la década de 1960. Un estudio de 2022 encontró que había habido un aumento sustancial desde 1980 en la polarización política entre los adolescentes, impulsada por la influencia de los padres.
Un estudio de la Universidad de Brown publicado en 2020 encontró que Estados Unidos se estaba polarizando más rápidamente en comparación con otros países democráticos como Canadá, Reino Unido, Alemania y Australia. Según los politólogos de la Universidad Stony Brook, Yanna Krupnikov y John Barry Ryan, la polarización en la política estadounidense es principalmente un fenómeno entre estadounidenses que están profundamente involucrados en la política y son muy expresivos sobre sus opiniones políticas. Los estadounidenses que no están tan involucrados en política no están tan polarizados.

## Cuestiones políticamente polarizadoras
En febrero de 2020, un estudio realizado por el Pew Research Center destaca los problemas políticos actuales que tienen mayor partidismo. Con diferencia, abordar el cambio climático fue el tema más partidista: sólo el 21% de los republicanos lo consideraba una prioridad política máxima, frente al 78% de los demócratas. Entre las cuestiones que también son extremadamente partidistas se incluyen la protección del medio ambiente, la reforma de la política de armas y el refuerzo de la fuerza militar del país. Estas diferencias en las prioridades políticas surgen a medida que tanto demócratas como republicanos desvían su atención de mejorar la economía. Desde 2011, ambos partidos han ido colocando gradualmente la estimulación económica y el crecimiento del empleo en un lugar más bajo de su lista de prioridades, y los demócratas han experimentado una disminución de importancia más pronunciada en comparación con los republicanos. Esto contrasta marcadamente con la década de 1990, cuando tanto demócratas como republicanos compartían puntos de vista similares sobre el cambio climático y mostraban un acuerdo significativamente mayor. Una encuesta de 2017 realizada por Gallup identifica cuestiones en las que la brecha partidista ha aumentado significativamente en un período de unos quince años. Para los republicanos, el cambio más significativo fue la idea de que «el gobierno federal tiene demasiado poder», con un 39% de los republicanos de acuerdo con esa noción en 2002, frente a un 82% de acuerdo en 2016. En el lado demócrata, el mayor cambio fue la creciente favorabilidad hacia Cuba, pasando del 32% en 2002 al 66% en 2017. En última instancia, a medida que el partidismo continúa permeando y dominando las políticas, los ciudadanos que adhieren y se alinean con los partidos políticos se polarizan cada vez más.

## Causas potenciales

### El Congreso lidera al público
Algunos académicos sostienen que los partidos divergentes han sido una de las principales fuerzas impulsoras de la polarización a medida que las plataformas políticas se han vuelto más distantes. Esta teoría se basa en tendencias recientes en el Congreso de los Estados Unidos, donde el partido mayoritario prioriza las posiciones que están más alineadas con su plataforma partidista e ideología política. La adopción de posiciones ideológicamente más distintas por parte de los partidos políticos puede causar polarización tanto entre las élites como entre el electorado. Por ejemplo, después de la aprobación de la Ley de Derecho al Voto, el número de demócratas conservadores en el Congreso disminuyó, mientras que el número de republicanos conservadores aumentó. Dentro del electorado durante la década de 1970, los demócratas del sur se inclinaron hacia el Partido Republicano, mostrando polarización tanto entre las élites como entre el electorado de ambos partidos principales.
Los recaudadores de fondos políticos y los donantes también pueden ejercer una influencia y un control significativos sobre los legisladores. Se espera que los líderes del partido sean productivos recaudadores de fondos para apoyar las campañas del partido. Después de Ciudadanos Unidos contra la Comisión Federal Electoral, los intereses especiales en los EE. UU. pudieron tener un gran impacto en las elecciones a través de un aumento del gasto no revelado, en particular a través de los súper comités de acción política. Algunos, como el escritor de opinión del Washington Post, Robert Kaiser, argumentaron que esto permitió que personas ricas, corporaciones, sindicatos y otros grupos impulsaran las plataformas políticas de los partidos hacia extremos ideológicos, lo que resultó en un estado de mayor polarización. Otros académicos, como Raymond J. La Raja y David L. Wiltse, señalan que esto no es necesariamente cierto para los donantes masivos de campañas políticas. Estos académicos sostienen que un único donante que está polarizado y contribuye con grandes sumas de dinero a una campaña no parece llevar a un político hacia los extremos políticos.
La polarización entre los legisladores estadounidenses es asimétrica, ya que ha sido impulsada principalmente por un giro sustancial hacia la derecha entre los republicanos del Congreso desde la década de 1970, junto con un giro mucho menor hacia la izquierda entre los demócratas del Congreso, que se produjeron principalmente a principios de la década de 2010 y sobre todo en cuestiones sociales, culturales y religiosas.

### Patrones de votación
En las democracias y otros gobiernos representativos, los ciudadanos votan por los actores políticos que los representarán. Algunos académicos sostienen que la polarización política refleja la ideología y las preferencias de voto del público. Dixit y Weibull (2007) afirman que la polarización política es un fenómeno natural y regular. Argumentan que existe un vínculo entre las diferencias públicas en ideología y la polarización de los representantes, pero que un aumento en las diferencias de preferencias suele ser temporal y, en última instancia, resulta en un compromiso. Fernbach, Rogers, Fox y Sloman (2013) sostienen que es el resultado de que las personas tienen una fe exagerada en su comprensión de cuestiones complejas. Pedir a la gente que explicara en detalle sus preferencias políticas normalmente daba lugar a opiniones más moderadas. El simple hecho de pedirles que enumeraran los motivos de sus preferencias no dio lugar a tal moderación.
Morris P. Fiorina (2006, 2008) plantea la hipótesis de que la polarización es un fenómeno que no se aplica al público y que, en cambio, es formulado por los comentaristas para generar una mayor división en el gobierno. Otros, como el psicólogo social Jonathan Haidt y los periodistas Bill Bishop y Harry Enten, señalan en cambio el creciente porcentaje del electorado estadounidense que vive en «landslide counties», condados donde el margen de voto popular entre el candidato demócrata y el republicano es de 20 puntos porcentuales o más. En 1976, sólo el 27% de los votantes estadounidenses vivían en condados abrumadores, cifra que aumentó al 39% en 1992. Casi la mitad de los votantes estadounidenses residían en condados que votaron por George W. Bush o John Kerry por 20 puntos porcentuales o más en 2004. En 2008, el 48% de los votantes estadounidenses vivía en esos condados, cifra que aumentó al 50% en 2012 y aumentó aún más al 61% en 2016. En 2020, el 58% de los votantes estadounidenses vivían en condados abrumadores. Al mismo tiempo, las elecciones presidenciales de EE. UU. de 2020 marcaron la novena elección presidencial consecutiva en la que el candidato victorioso del partido principal no obtuvo una mayoría de voto popular por un margen de dos dígitos sobre los candidatos perdedores del partido principal, continuando la secuencia más larga de Este tipo de elecciones presidenciales en la historia de Estados Unidos que comenzaron en 1988 y en 2016 eclipsaron las secuencias más largas anteriores de 1836 a 1860 y de 1876 a 1900. Otros estudios indican que las diferencias culturales que se centran en los movimientos ideológicos y la polarización geográfica dentro del electorado de los Estados Unidos se correlacionan con aumentos en la polarización política general entre 1972 y 2004.

### Cambios demográficos
Las divisiones religiosas, étnicas y culturales dentro del público a menudo han influido en el surgimiento de la polarización. Según Layman et al. (2005), la división ideológica entre republicanos y demócratas estadounidenses también se cruza con la división cultural religiosa. Afirman que los demócratas en general se han vuelto más moderados en sus opiniones religiosas, mientras que los republicanos se han vuelto más tradicionalistas. Por ejemplo, los politólogos han demostrado que en Estados Unidos los votantes que se identifican como republicanos tienen más probabilidades de votar por un candidato fuertemente evangélico que los votantes demócratas. Esto se correlaciona con el aumento de la polarización en Estados Unidos. Otra teoría sostiene que la religión no contribuye a la polarización de todo el grupo, sino que, más bien, la polarización de los activistas de la coalición y del partido provoca cambios en el partido hacia un extremo político.
Un artículo de 2020 que estudia la polarización entre países encontró una correlación entre el aumento de la polarización y el aumento de la diversidad étnica, los cuales están sucediendo en los Estados Unidos.
Las instituciones electorales mayoritarias han estado vinculadas a la polarización. Sin embargo, poner fin a las prácticas de manipulación en la redistribución de distritos no puede corregir la mayor polarización debido al creciente porcentaje del electorado estadounidense que vive en «backslide counties», condados donde el margen de voto popular entre el candidato demócrata y el republicano es de 20 puntos porcentuales o más. De los 92 escaños de la Cámara de Estados Unidos clasificados por The Cook Political Report como escaños indecisos en 1996 y que pasaron a ser no competitivos en 2016, solo el 17% se produjo como resultado de cambios en los límites de los distritos, mientras que el 83% provino de la clasificación geográfica natural del electorado. elección a elección.

### Televisión e Internet
A diferencia de la primera mitad del siglo XX, las protestas del movimiento de derechos civiles de la década de 1960 (como las marchas de Selma a Montgomery en 1965) fueron televisadas, junto con la brutalidad policial y los disturbios raciales urbanos durante la segunda mitad de la década. En 1992, el 60% de los hogares estadounidenses tenían suscripciones a televisión por cable en los Estados Unidos, y Haidt, Abrams y Lukianoff sostienen que la expansión de la televisión por cable, y Fox News en particular desde 2015 en su cobertura del activismo estudiantil sobre la corrección política en los colegios y universidades de los Estados Unidos es uno de los principales factores que amplifican la polarización política desde la década de 1990. Haidt y Lukianoff sostienen que las burbujas de filtro creadas por el algoritmo News Feed de Facebook y otras plataformas de redes sociales son también uno de los principales factores que amplifican la polarización política desde el año 2000 (cuando la mayoría de los hogares estadounidenses primero tenían al menos una computadora personal y luego acceso a internet al año siguiente).  En 2002, la mayoría de los encuestados estadounidenses informaron tener un teléfono móvil.
En 2015, investigadores de Facebook publicaron un estudio que indicaba que el algoritmo de Facebook perpetúa una cámara de eco entre los usuarios al ocultar ocasionalmente contenido de feeds individuales con los que los usuarios potencialmente no estarían de acuerdo: por ejemplo, el algoritmo eliminó uno de cada 13 contenidos diversos de fuentes de noticias para quienes se identificaban como liberales. En general, los resultados del estudio indicaron que el sistema de clasificación del algoritmo de Facebook provocó aproximadamente un 15% menos de material diverso en los feeds de contenido de los usuarios y una reducción del 70% en la tasa de clics del material diverso. Al menos en el ámbito político, Facebook tiene un efecto contrario a la hora de estar informado: en dos estudios realizados en EE. UU. con un total de más de 2.000 participantes se examinó la influencia de las redes sociales en el conocimiento general sobre temas políticos en el contexto de dos elecciones presidenciales en Estados Unidos. Los resultados mostraron que la frecuencia de uso de Facebook estaba moderadamente relacionada negativamente con el conocimiento político general. Este también fue el caso al considerar variables demográficas, político-ideológicas y conocimientos políticos previos. Según este último, se indica una relación causal: cuanto mayor es el uso de Facebook, más disminuye el conocimiento político general.

#### Operaciones de influencia
Según un informe de investigadores de Oxford, incluido el sociólogo Philip N. Howard, las redes sociales desempeñaron un papel importante en la polarización política en los Estados Unidos, debido a la propaganda computacional: «el uso de la automatización, los algoritmos y el análisis de grandes datos para manipular al público», como la difusión de noticias falsas y teorías de conspiración. Los investigadores destacaron el papel de la Agencia Rusa de Investigación de Internet en los intentos de socavar la democracia en Estados Unidos y exacerbar las divisiones políticas existentes. Los métodos más destacados de desinformación fueron publicaciones aparentemente orgánicas en lugar de anuncios, y la actividad de operaciones de influencia aumentó después de las elecciones de 2016, y no se limitó a ellas. Durante la interferencia rusa en las elecciones estadounidenses de 2016, ejemplos de esfuerzos incluyeron «hacer campaña para que los votantes afroamericanos boicotearan las elecciones o siguieran procedimientos de votación incorrectos en 2016», «alentar a los votantes de extrema derecha a ser más confrontativos» y «difundir sensacionalistas, conspirativas y otras formas de noticias políticas basura y desinformación para los votantes de todo el espectro político». Sarah Kreps, de Brookings Institution, sostiene que a raíz de operaciones de influencia extranjera que no son nada nuevo pero que están impulsadas por herramientas digitales, Estados Unidos ha tenido que gastar exorbitantes en medidas defensivas «sólo para cubrir los gastos de legitimidad democrática».
Según el Comité Selecto Permanente de Inteligencia de la Cámara de los Estados Unidos, en 2018 el contenido orgánico creado por la Agencia de Investigación de Internet de Rusia llegó a al menos 126 millones de usuarios estadounidenses de Facebook, mientras que sus anuncios políticamente divisivos llegaron a 11,4 millones de usuarios estadounidenses de Facebook. Los tuits del IRA llegaron a aproximadamente 288 millones de usuarios estadounidenses. Según el presidente del comité, Adam Schiff, «la campaña [rusa] en las redes sociales fue diseñada para promover un objetivo más amplio del Kremlin: sembrar discordia en los EE. UU., inflamando pasiones sobre una variedad de temas divisivos. Los rusos lo hicieron entrelazando cuentas, páginas falsas, y comunidades para impulsar contenidos y videos politizados y movilizar a estadounidenses reales para que firmen peticiones en línea y se unan a mítines y protestas». Michael McFaul, exembajador de Estados Unidos en Rusia de 2012 a 2014, cree que Estados Unidos se ha enfrentado a un declive democrático, derivado de la polarización de las élites y del daño causado por el expresidente Donald Trump a la confianza en las elecciones y a los vínculos con los aliados democráticos. McFaul afirma que el declive de la democracia debilita la seguridad nacional y restringe en gran medida la política exterior. Las representaciones de la violencia en los medios de comunicación pueden generar miedo al crimen o al terrorismo o miedo a «otros» grupos. Estos pueden parecer desproporcionados con su frecuencia real y, debido a la heurística de disponibilidad, estos miedos pueden estar desproporcionados con la amenaza real de otros grupos.

### Desigualdad económica, desempleo y cuestiones culturales
La evidencia sugiere que existe una correlación entre altos niveles de desigualdad económica y una mayor polarización política. Según Jonathan Hopkin, décadas de políticas neoliberales, que convirtieron a Estados Unidos en «el caso más extremo de sujeción de la sociedad a la fuerza bruta del mercado», dieron como resultado niveles de desigualdad sin precedentes, y se combinaron con un sistema financiero inestable y limitadas opciones políticas, allanaron el camino para la inestabilidad política y la revuelta, como lo demuestra el resurgimiento de la izquierda estadounidense representada por la campaña presidencial de Bernie Sanders de 2016 y el ascenso de una «figura improbable» como Donald Trump a la presidencia de los Estados Unidos. Según un estudio de 2020, «la polarización es más intensa cuando el desempleo y la desigualdad son altos» y «cuando las élites políticas chocan por cuestiones culturales como la inmigración y la identidad nacional».

## Efectos

### Demonización
Potencialmente, una causa y un efecto de la polarización es la «demonización» de los oponentes políticos, acusándolos no sólo de estar equivocados respecto de ciertas leyes o políticas sino de odiar a su país, o el uso de «los llamados 'términos diabólicos', cosas que son tan incuestionablemente malas que no se puede debatir sobre ellas» (según Jennifer Mercieca). Algunos ejemplos incluyen las acusaciones de que el presidente Biden tiene un plan para «inundar nuestro país con terroristas, fentanilo, traficantes de niños, y miembros de pandillas MS-13», y que «Bajo el liderazgo del presidente Biden... Nos enfrentamos a un asalto sin precedentes al estilo de vida estadounidense por parte de la izquierda radical» (Mary E. Miller -IL), que «los demócratas están tan enamorados del poder que quieren legalizar hacer trampa en elecciones» (Andy Biggs-AZ), «Los socialistas que odian a Estados Unidos buscan cambiar el estilo de vida estadounidense basado en la libertad y reemplazarlo con un gobierno dictatorial que controla todos los aspectos de nuestras vidas». (Mo Brooks-AL).
Si bien el «estilo de comunicación demonizante» se ha utilizado «durante años» entre «personalidades de los medios y algún que otro legislador agitador», su uso se hizo popular entre los políticos de alto nivel con la elección de Donald Trump y con las elecciones de 2022 se ha generalizado entre «los 139 republicanos de la Cámara que desafiaron la votación del Colegio Electoral» en enero de 2021, según un estudio de 2022 sobre la «retórica divisiva» en 3,7 millones de «tuits, anuncios de Facebook, boletines y discursos en el Congreso» realizado por el New York Times.
Un ejemplo de la escalada de ataques agresivos es el líder republicano de la Cámara de Representantes, Kevin McCarthy, quien después de la insurrección del 6 de enero «imploró a los miembros de su partido que bajaran el tono de su discurso», diciendo: «Todos debemos reconocer cómo nuestras palabras han contribuido a la discordia en Estados Unidos... No más insultos, nosotros contra ellos». Sin embargo, en «docenas de tuits desde entonces», McCarthy se ha referido a los «demócratas como izquierdistas 'radicales'» que «prefieren China a los Estados Unidos» y están «arruinando a Estados Unidos». (Unos «pocos demócratas», como el representante Bill Pascrell de Nueva Jersey, también han utilizado «frecuentemente» un «discurso demonizador en Twitter».) Algunos politólogos han advertido que «el faccionalismo es alarmante porque dificulta el compromiso y normaliza la retórica divisiva en todo el país.

### La violencia política
Algunos autores han encontrado una correlación entre la polarización del discurso político y la prevalencia de la violencia política. Por ejemplo, Rachel Kleinfeld, experta en Estado de derecho y gobernanza posconflicto, escribe que la violencia política es extremadamente calculada y, si bien puede parecer «espontánea», es la culminación de años de «discriminación y segregación social». Parte del problema radica en la política partidista, ya que el partidismo en el ámbito político fomenta la violencia partidista. A cambio, esto aumenta la polarización dentro del público, lo que resulta en un público que termina justificando la violencia política. Los políticos pueden utilizar la polarización política como arma para presionar aún más a las instituciones existentes, lo que también puede fomentar la violencia política. Cuando se aplica a Estados Unidos, el actual clima polarizado puede crear condiciones que pueden conducir a la violencia política dentro del país, a menos que haya una reforma significativa. De hecho, los datos muestran que en tres años, tanto demócratas como republicanos están cada vez más de acuerdo en que la violencia política está al menos «un poco» justificada siempre que se avance en la agenda política de su partido. En 2017, solo el 8% de los demócratas y republicanos justificaron el uso de la violencia política, pero en septiembre de 2020, esa cifra saltó al 33% y 36%, respectivamente.

### Confianza en la ciencia
La Encuesta Social General pregunta periódicamente a los estadounidenses si confían en los científicos. La proporción de conservadores estadounidenses que dicen depositar «mucha confianza» en los científicos cayó del 48% en 1974 al 35% en 2010 y volvió a aumentar al 39% en 2018. En cambio, los liberales y los independientes reportan diferentes niveles de confianza en la ciencia. La pandemia de COVID-19 puso estas diferencias en primer plano, y el partidismo a menudo fue un indicador de cómo un ciudadano veía la gravedad de la crisis. En las primeras etapas de la pandemia, los gobernadores republicanos a menudo iban en contra del consejo de los expertos en enfermedades infecciosas, mientras que la mayoría de sus homólogos demócratas traducían el consejo en políticas a través de políticas como órdenes de quedarse en casa.
Al igual que otros temas polarizadores en Estados Unidos, la actitud de una persona hacia el COVID-19 se convirtió en una cuestión de identidad política. Si bien la crisis tenía muy pocos precedentes en la historia de Estados Unidos, las reacciones tanto de liberales como de conservadores surgieron de señales de larga data entre sus partidos. Los conservadores respondieron a las señales anti-élite, de los derechos de los estados y de los pequeños gobiernos en torno al virus. Esto se tradujo luego en una ávida hostilidad hacia cualquier medida que limitara la autonomía de una persona (exigencias de mascarillas, cierre de escuelas, cierres, mandatos de vacunas, etc.). Mientras tanto, la actitud de los liberales hacia la ciencia los hizo más propensos a seguir las pautas de instituciones como los CDC y expertos médicos de renombre, como el dr. Anthony Fauci.

### Congreso
La polarización política entre las élites se correlaciona negativamente con la eficiencia legislativa, que se define por el número total de leyes aprobadas, así como por el número de «promulgaciones importantes» y «votos clave». La evidencia sugiere que la polarización política de las élites puede afectar más fuertemente la eficiencia que la polarización del Congreso mismo, y los autores plantean la hipótesis de que las relaciones personales entre los miembros del Congreso pueden permitirles llegar a compromisos sobre la legislación defendida polémicamente, aunque no si las élites no dejan margen para ello.
Los efectos negativos de la polarización en el Congreso de los Estados Unidos incluyen un mayor estancamiento y partidismo a costa de la calidad y cantidad de la legislación aprobada. También incentiva tácticas dilatorias y reglas cerradas, como obstruccionismo y exclusión de miembros de partidos minoritarios de las deliberaciones del comité. Estas estrategias obstaculizan la transparencia, la supervisión y la capacidad del gobierno para manejar cuestiones internas de largo plazo, especialmente aquellas relacionadas con la distribución de beneficios. Además, fomentan la animosidad, ya que los partidos mayoritarios pierden coordinación bipartidista y legislativa al tratar de acelerar la legislación para superarlos.
Algunos académicos afirman que la polarización política no tiene una influencia tan generalizada ni destructiva, y sostienen que el acuerdo partidista es la tendencia histórica en el Congreso y aún frecuente en la era moderna, incluso en proyectos de ley de importancia política. Algunos estudios han encontrado que aproximadamente el 80% de los proyectos de ley de la Cámara aprobados en la era moderna contaron con el apoyo de ambos partidos.

### El público

Respuestas del termómetro de sentimientos de la ANES 1980 – 2016, que muestra un aumento de la polarización afectiva.

Las opiniones sobre los efectos de la polarización en el público son variadas. Algunos argumentan que la creciente polarización en el gobierno ha contribuido directamente a la polarización política en el electorado, pero esto no es unánime.
Algunos académicos sostienen que la polarización reduce el interés público en la política, la identificación partidista y la participación electoral. Fomenta dinámicas de confrontación entre partidos que pueden reducir la confianza pública general y la aprobación en el gobierno, y hace que el público perciba el debate político general como menos civilizado, lo que puede alienar a los votantes. Los candidatos más polarizados, especialmente cuando los votantes no están conscientes del aumento, también tienden a ser menos representativos de los deseos del público.
Por otro lado, otros afirman que la polarización de las élites ha galvanizado la participación política del público en Estados Unidos, citando una mayor participación con y sin voto, compromiso e inversión en campañas, y una mayor actitud positiva hacia la capacidad de respuesta del gobierno. Los partidos polarizados se vuelven más unificados ideológicamente, lo que aumenta el conocimiento de los votantes sobre sus posiciones y aumenta su estándar ante votantes alineados de manera similar.
La polarización afectiva ha aumentado en Estados Unidos, y es probable que el público diga que los partidarios del otro partido político importante son hipócritas, de mente cerrada y egoístas. Según los resultados de la encuesta del American National Election Study, la polarización afectiva ha aumentado significativamente desde 1980. Esto estaba determinado por las diferencias de opiniones que un individuo tenía sobre su partido político y las opiniones que tenía sobre el otro partido. Los estadounidenses también se sienten cada vez más incómodos con la idea de que su hijo se case con alguien de otro partido político. En 1960, entre el 4% – el 5% de los estadounidenses dijeron que no se sentían cómodos con la idea. En 2010, un tercio de los demócratas estaría molesto por este resultado, y la mitad de todos los republicanos. Sin embargo, un estudio reciente muestra que la polarización afectiva en Europa puede no estar impulsada principalmente por la derogación del exogrupo.

### Los medios de comunicación
Como sostienen Mann y Ornstein, la polarización política y la proliferación de medios de comunicación han «reforzado las divisiones tribales, al tiempo que han mejorado un clima en el que los hechos ya no impulsan el debate y la deliberación, ni son compartidos por el público en general». Como han argumentado otros académicos, los medios de comunicación a menudo apoyan y provocan las tácticas de estancamiento y reglas cerradas que interrumpen el procedimiento político regular.
Los medios de comunicación pueden dar la ilusión de que el electorado está más polarizado de lo que realmente está, alejando cada extremo del centro. El entorno digital permite la personalización de la información, y los individuos nunca parecen estar expuestos a puntos de vista opuestos. Existe una antigua creencia de que la exposición a ambos lados de un argumento moderará las actitudes políticas, y hay evidencia empírica de que los votantes a menudo se automoderan, diciendo que los usuarios de Internet también buscan noticias desde el punto de vista opuesto.

### Confianza en el proceso democrático
La cuestión de la polarización política en Estados Unidos también ha tenido efectos notables en la forma en que los ciudadanos ven el proceso democrático. En las dos últimas elecciones presidenciales, un gran segmento de votantes del partido perdedor expresó su preocupación por la imparcialidad de las elecciones. Cuando Donald Trump ganó las elecciones de 2016, la proporción de votantes demócratas que «no confiaban» en los resultados electorales se duplicó con creces en comparación con los datos del día previo a las elecciones (14% el 15 de octubre de 2016, frente a 28% el 28 de enero de 2017). En 2020, tres de cada cuatro republicanos dudaron de la imparcialidad de las elecciones presidenciales.

### Sistemas judiciales
Los sistemas judiciales también pueden verse afectados por las implicaciones de la polarización política. Para Estados Unidos, en particular, la polarización reduce las tasas de confirmación de jueces; en 2012, la tasa de confirmación de nombramientos de tribunales de circuito presidenciales fue de aproximadamente el 50% en comparación con la tasa anterior del 90% a finales de los años 1970 y principios de los 1980. Los partidos más polarizados han bloqueado más agresivamente a los candidatos y han utilizado tácticas para obstaculizar las agendas ejecutivas. La politóloga Sarah Binder (2000) sostiene que «la intolerancia senatorial hacia los candidatos del partido contrario es en sí misma una función de la polarización». Las consecuencias negativas de esto incluyen mayores tasas de vacantes en los tribunales de apelaciones, tiempos de procesamiento de casos más prolongados y mayor número de casos para los jueces. Los márgenes de votación también se han vuelto mucho más estrechos para cubrir las vacantes en la Corte Suprema. El juez Antonin Scalia fue confirmado por 98 – 0 en 1986; Ruth Bader Ginsburg fue confirmada por 96 – 3 en 1993. Samuel Alito fue confirmado 58 – 42 en 2005, y Brett Kavanaugh fue confirmado 50 – 48 en 2018.
Los politólogos sostienen que en períodos altamente polarizados, los nominados reflejan menos al votante moderado ya que «la polarización afecta el nombramiento y el tenor ideológico de los nuevos jueces federales». También influye en la política de asesoramiento y consentimiento senatorial, otorgando a los presidentes partidistas el poder de nombrar jueces muy a la izquierda o derecha del centro en el tribunal federal, obstruyendo la legitimidad del poder judicial.
En última instancia, la creciente presencia de ideología en un sistema judicial afecta la credibilidad del poder judicial. La polarización puede generar fuertes críticas partidistas a los jueces federales, lo que puede dañar la percepción pública del sistema de justicia y la legitimidad de los tribunales como árbitros legales no partidistas.

### Retroceso democrático
Un estudio de 2021 en Public Opinion Quarterly encontró evidencia de que la polarización contribuyó a la reducción del apoyo a las normas democráticas.
En un informe de 2021, Freedom House dijo que la polarización política fue una causa del retroceso democrático en Estados Unidos, ya que la polarización política socava la «idea de una identidad nacional común» e impide soluciones a los problemas de gobernanza. La manipulación fue señalada como una de las causas de esto, ya que crea escaños seguros para un partido que pueden llevarlo a volverse más radical para que sus candidatos puedan ganar sus elecciones primarias.